# Axel Danielsson

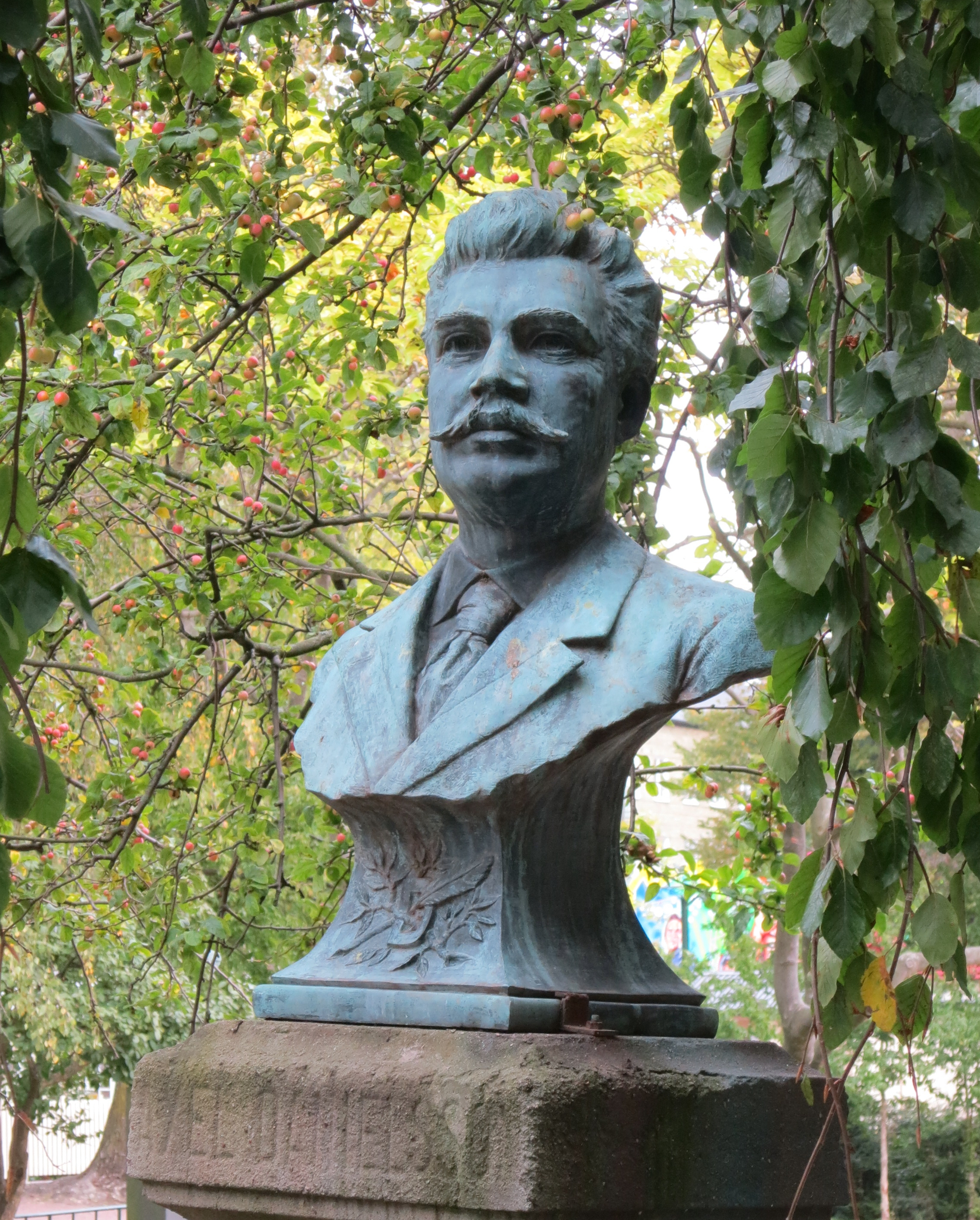
Axel Danielsson i Malmö Folkets Park.

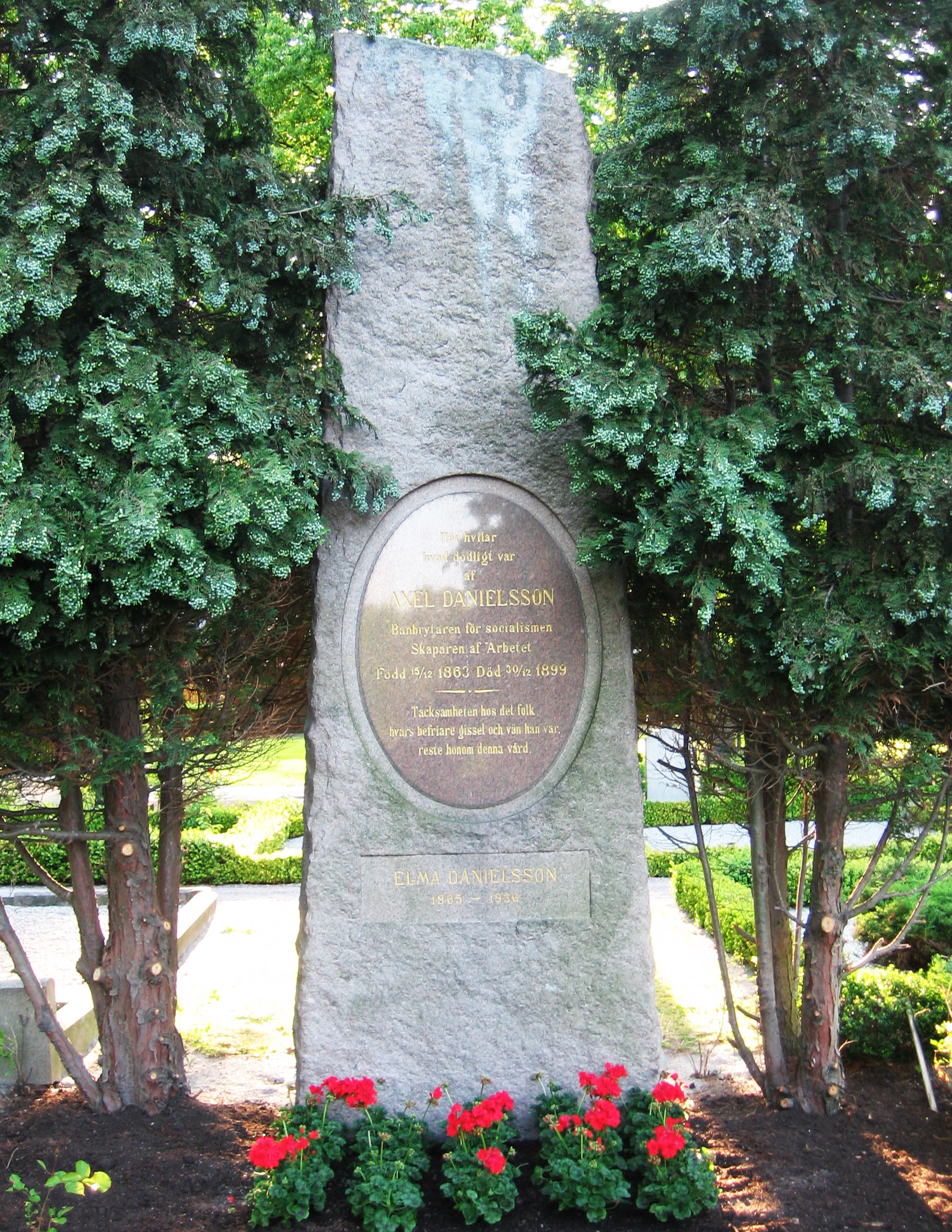
Elma och Axel Danielssons grav på S:t Pauli mellersta kyrkogård i Malmö (kvarter 4, grav 48).

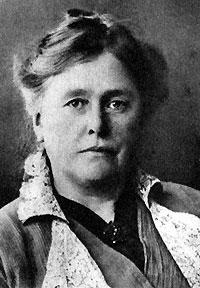
Elma Danielsson ca 1900.

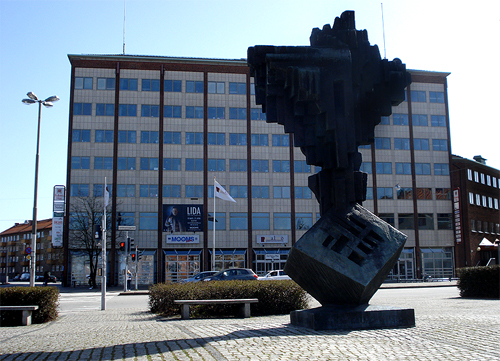
Skulpturen Till Axel Danielsson av Willy Gordon på Nobeltorget i Malmö. I bakgrunden Folkets hus.

Axel Ferdinand Danielsson, född den 15 december 1863 i Stavnäs socken, Värmland, död den 30 december 1899 i Elsterberg, Sächsische Schweiz, Tyskland, var en socialdemokratisk politiker, politisk teoretiker, journalist och grundare av tidningen Arbetet.

## Biografi

### Bakgrund
Axel Danielsson var son till sågverksförmannen Didrik Danielsson och Johanna Jansdotter. Hemmet var fattigt, men med ekonomiskt stöd från socknen kunde han avlägga mogenhetsexamen i Falun 1881 och inskrevs samma år vid Uppsala universitet. Hans ekonomiska situation tvingade honom dock att avbryta studierna innan någon examen tagits.
Danielsson försökte närmast försörja sig som författare i Stockholm vilket inte heller visade sig ekonomiskt framkomligt. Han fick några noveller publicerade i Dagens Nyheter.

### Politik och publicistik
På egen hand studerade han Marx, vars verk han kommit i kontakt med genom självstudier av Herbert Spencer och Henry Thomas Buckle. Han blev även personligen bekant med August Palm, och hösten 1885 fick han anställning vid den nystartade tidningen Social-Demokraten. Där blev han mycket uppmärksammad och beundrad. När Hjalmar Branting blev chefredaktör 1887 lämnade Danielsson livet i Stockholm för Malmö, där han vann fackföreningens förtroende. Branting och Danielsson skulle av ideologiska skäl komma i konflikt med varandra vid ett flertal tillfällen.
Danielsson grundade tidningen Arbetet 6 augusti 1887 i Malmö, vilket kunde ske genom det stöd han hade hos facket. Föregående år hade han översatt Kommunistiska manifestet. I Malmö bildade han även ett socialdemokratiskt arbetarparti med facket som kärna, en kärna som var mycket radikal.
1888 dömdes han till 18 månaders fängelse för sina texter i Arbetet. Under straffets verkställande skrev han för tidningen och blev något av en legend eller martyr. Även det skönlitterära verket Genom gallret. Skizzer på vers och prosa tillkom i fängelset. På 1890-talet var han delaktig i studentkretsarna i Lund kring Bengt Lidforss och tuakotteriet.

### Betydelse och senare verksamhet
Det påstås ofta att han var personen som förde fram socialdemokratin i Sverige under slutet av 1800-talet. Dessutom kom han att ha ett stort inflytande över partiets ideologiska utveckling, vilket gick parallellt med att han själv utvecklade sin åskådning från en radikal till en reformistisk linje.
Han omtolkade Marx under en debatt med Knut Wicksell i augusti 1890. Detta blev avgörande för att socialdemokratin skulle driva politiken för att arbetarna skulle förbättra sin standard inom kapitalismen genom facklig och politisk kamp, liksom att det revolutionära framför allt rörde lagstiftningen.
1892 inträffade det som radikaler brukar kalla "Danielssons avfall", som innebar att han slutligen förklarade att han blivit reformist och ville att partiet skulle verka inom parlamentarismens, statens och demokratins ramar. Han gjorde en stor insats i rösträttsfrågan.
1897 författade han socialdemokraternas partiprogram, på grundval av Erfurtprogrammet. Detta partiprogram är avsevärt mindre revolutionärt än det föregående från 1888 och betonar fackets roll för partiet.
Danielsson, som tog till sig den brittiska Rochdalekooperationen helt och hållet 1897, blev den avgörande kraften för arbetarrörelsens accepterande av kooperationen. Han skrev flera artiklar där han förespråkade kooperationen.

### Privatliv och grav
Han var från 1897 gift med folkskollärarinnan Elma Sundquist (1865–1936). 1891 föddes sonen Atterdag som dock dog vid 4 års ålder.
Elma lämnade sonen hos föräldrarna i Falun och åkte till Amerika där hon var verksam som lärare men efter sonens död återkom hon till Sverige. Under Axels fängelsetid var hon den som hjälpte honom att vara fullt verksam som redaktör för tidningen Arbetet. Efter hans död fortsatte hon som journalist på tidningen och var aktiv och verksam inom socialdemokratiska partiet och brann tidigt för kvinnofrågorna som hon också höll flera anföranden om. Elma Danielsson föddes 1865 i Falun och dog 1936 i Lund.
Danielsson är begravd på S:t Pauli mellersta kyrkogård i Malmö. En byst av honom från Arbetets redaktion står efter tidningens nedläggning på Limhamns Folkets Hus.

### Samlade upplagor och urval
- Urval av Axel Danielssons skrifter : med levnadsteckning och karaktäristik av Bengt Lidforss. Malmö: Fram. 1908. Libris 675734. https://litteraturbanken.se/f%C3%B6rfattare/DanielssonAx/titlar/UrvalAvSkrifter/sida/I/faksimil - Nutgåva med minskat omfång 1983: Politiska skrifter i urval.
- Brandsyn i samhället : Axel Danielsson 1863-1899. Skrifter till Arbetets historia, 99-0823791-8 ; 3. Malmö: Framtiden. 1963. Libris 546594 - Urval av Alvar Alsterdal.
- Revolution och reform  / ett urval av Alvar Alsterdal och Ove Sandell. Prisma, 99-0330598-2. Stockholm: Prisma. 1971. Libris 22301 - Urval av Alvar Alsterdal och Ove Sandell
- Om revolutionen i Sverige / ett urval med förord av Per-Olov Zennström. Stockholm: Arbetarkultur. 1972. Libris 7589983. ISBN 91-7014-002-2 - Urval av Per-Olov Zennström.
- Hädisk munk och andra berättelser på vers och prosa / redaktör: Christer B. Johansson. Lund: Scriptura. 1989. Libris 850688 - Urval av Christer B. Johansson.

### Översättningar
- Fången i de sju tornen och Flyktingen. Stockholm. 1885-1886. Libris 14009080
- Det namnlösa slottet. Stockholm. 1885-1886. Libris 14009059
- Soldatflickan från Indien. Stockholm. 1886. Libris 14009086
- Svarte grefven : eller kampen om sextio millioner  /fri bearbetning från originalet af [Axel Danielsson]. Stockholm: Carl Andersson. 1886-1887. Libris 16261422